# Miltochrista roseata
Miltochrista roseata är en fjärilsart som beskrevs av George Francis Hampson 1900. Miltochrista roseata ingår i släktet Miltochrista och familjen björnspinnare. Inga underarter finns listade i Catalogue of Life.